# Ovimbundu-Schwert
Das Ovimbundu-Schwert ist ein afrikanisches Schwert. Afrikanische Schwerter wurden in verschiedenen Ländern und von verschiedenen Ethnien Afrikas als Kriegs-, Jagd-, Kultur- und Standeswaffe entwickelt und genutzt. Die jeweilige Bezeichnung der Waffe bezieht sich auf eine Ausprägung dieses Waffentyps, die einer bestimmten Ethnie zugeordnet wird – in diesem Fall den Ovimbundu Zentralangolas.

## Beschreibung
Das Ovimbundu-Schwert hat eine gerade, einschneidige Klinge. Die Klinge wird vom Heft an breiter und läuft am Ort spitz zu. Das Heft ist aus Holz und zum Teil mit Metalldraht umwickelt. Der Knauf ist oft als menschlicher Kopf dargestellt. Das Ovimbudu-Schwert wird von der Ethnie der Ovimbundu aus Angola benutzt. Dieser Gebrauch ist aber seit etwa einem Jahrhundert rein symbolisch – rituell.